# Zach Lind
Pour les articles homonymes, voir Lind.
Zach Lind, né le 19 mars 1976, est le batteur du groupe Jimmy Eat World. Il a également produit plusieurs chansons sur l'album Illuminate de David Crowder Band.